# گلب باکشی
گلب باکشی (روسی: Глеб Сергеевич Бакши؛ زادهٔ ۱۲ نوامبر ۱۹۹۵) بوکسور اهل اوکراین است.